# Mion

Diagram Feynmana rozpadu mionu

Diagram Feynmana rozpadu mionu

Miony – nietrwałe cząstki elementarne, należące do leptonów. Występują w dwóch stanach ładunkowych (będących wzajemnie antycząstkami) μ− i μ+. Oznacza się je minuskułą greckiej litery my.

## Właściwości
Masa mionu wynosi 105,66 MeV/c², gdzie c – prędkość światła w próżni, okres połowicznego zaniku jest równy 1,5 mikrosekundy (średni czas życia τ = 2,2 ⋅ 10−6 s). Rozpadają się najczęściej na elektron, antyneutrino elektronowe oraz neutrino mionowe (µ+ odpowiednio na pozyton, neutrino elektronowe i antyneutrino mionowe):
μ− → e− + νe + νμ.
Należą do drugiej generacji cząstek elementarnych i wykazują pokrewieństwo z elektronem, tzn. posiadają takie same własności, co elektron, z wyjątkiem około 207 razy większej masy.
Podstawowym źródłem mionów są rozpady mezonów, przede wszystkim naładowanych pionów. Na powierzchnię Ziemi dociera nieustannie strumień mionów, stanowiących tzw. wtórne promieniowanie kosmiczne. Wysokoenergetyczne cząstki pierwotnego promieniowania kosmicznego (głównie protony i jądra lekkich pierwiastków) w zderzeniach z jądrami atomów gazów atmosferycznych produkują wtórne hadrony, w tym najliczniej piony. Docierające do powierzchni Ziemi tzw. miony kosmiczne są produktami ich rozpadów (nie są więc cząstkami pochodzenia kosmicznego, stąd nazwa „miony kosmiczne” jest myląca).
Obserwacja na powierzchni Ziemi silnego strumienia mionów, wytworzonych w górnych warstwach atmosfery, jest często cytowana jako dowód zjawiska dylatacji czasu, przewidzianego przez szczególną teorię względności. Bez dylatacji mion poruszający się z prędkością bliską prędkości światła powinien rozpadać się średnio po przebyciu drogi około 660 m. Tymczasem na Ziemi obserwujemy miony powstałe na wysokości kilkudziesięciu kilometrów. Jest to rezultatem relatywistycznego wydłużenia czasu życia szybko poruszającej się cząstki.
W laboratoriach miony produkowane są najczęściej w podobny sposób, tzn. w rozpadach pionów wyprodukowanych w zderzeniach wiązki protonów z akceleratora ze stałą tarczą. Energie procesów zachodzących podczas rozpadu izotopów promieniotwórczych, czy w reaktorach jądrowych są zbyt niskie by umożliwić ich produkcję.
Miony są najsilniej penetrującymi cząstkami naładowanymi, gdyż nie oddziałują silnie z jądrami ośrodka, zarazem dzięki wyższej masie nie tracąc znacząco energii na promieniowanie hamowania (jak to się dzieje z elektronami). Jedynym znaczącym mechanizmem utraty energii przez mion przechodzący przez ośrodek materialny jest jonizacja atomów tego ośrodka. Miony kosmiczne są przez to obserwowane nawet na głębokości kilkuset metrów pod powierzchnią Ziemi.
Mion został odkryty przez C.D. Andersona w roku 1937 jako składnik wtórnego promieniowania kosmicznego. Początkowo został zakwalifikowany do mezonów ze względu na masę pośrednią pomiędzy masą elektronu a protonu. W miarę rozwoju rozumienia budowy i oddziaływań cząstek elementarnych, nazwa mezon została zarezerwowana dla hadronów o spinie całkowitym, a dawną nazwę mezon µ zastąpiła współczesna nazwa mion.